# Frevo de bloco
Frevo de bloco é um frevo executado por orquestra de pau e cordas. Essa orquestra geralmente é composta por violões, cavaquinhos, banjos, bandolins, violinos, além de instrumentos de sopro (como flauta e clarinete) e de percussão (como surdo, caixa e pandeiro). É chamado pelos compositores mais tradicionais de "marcha de bloco".
Originado dos ranchos e pastoris, é carregado de poesia. É tocado por uma orquestra composta de por violões, violinos, cavaquinhos, banjos, clarinetes, contrabaixos, percussão, tubas, saxofones, bombardino e trompetes.
O frevo de bloco é a música das agremiações tradicionalmente denominadas “blocos carnavalescos mistos”, cujo aparecimento no carnaval de Pernambuco se relaciona a um dado histórico e sociológico: o início da efetiva participação da mulher, principalmente da classe média, na folia de rua do Recife, nas primeiras décadas do século XX.
O primeiro bloco assim denominado foi o Bloco das Flores, que agrupava os carnavalescos Felinto, Pedro Salgado, Guilherme, Fenelon e Raul Moraes, personagens citadas na composição Evocação, de Nelson Ferreira, que o compôs em 1957, e que tomou a denominação de frevo de bloco, até então inexistente na divisão do frevo.
Essas manifestações culturais encontravam-se em risco de desaparecer, em meados dos anos de 1950. Graças à fundação de um bloco idealizado por Edgar Moraes, o Bloco da Saudade (1974), o carnaval recifense ganhou mais força, exaltando a tradição do estado. O Bloco da Saudade foi fundado com o intuito de reviver os antigos carnavais, trazendo força a esses tipos de agremiações carnavalescas.
Há uma tendência atualmente de se adotar a denominação “blocos carnavalescos líricos”, que foi inscrita pela primeira vez no flabelo do bloco Cordas e Retalhos, fundado em 1998. Segundo o historiador Leonardo Dantas e Silva, no frevo de bloco está “a melhor parte da poesia do carnaval pernambucano” .
Alguns dos Blocos Carnavalescos Líricos que atuam no carnaval pernambucano são: O tradicional Bloco da Saudade, Bloco das Flores, Batutas de São José, Banhistas do Pina, Flor da Lira de Olinda, Menestréis do Paulista, Amantes das Flores de Camaragibe, Flor do Eucalipto de Moreno, Cordas e Retalhos, O Bonde, Boêmios da Boa Vista, Artesão de Pernambuco, Confete e Serpentina, Trupe Lírico-Musical Um Bloco em Poesia, Sonho e Fantasia, Pierrot de São José, Eu Quero Mais, Bloco das Ilusões, entre tantos outros.
Entre os compositores de frevo de bloco mais conhecidos estão os irmãos Raul Moraes (1891-1937) e Edgard Moraes (1904-1973), João Santiago (1928-1985), Luiz Faustino (1916-1984), Nelson Ferreira (1902-1976), Romero Amorim (1937), João Araújo (1975), Bráulio de Castro (1942), Fátima de Castro, Cláudio Almeida (1950), Getúlio Cavalcanti (1942), Negresco Bonfim (1943), Alírio Moraes (1928-1999).